# 柳本孝志
柳本 孝志（やなぎもと たかし、1953年 - ）は、日本の実業家。元ウェルネット代表取締役会長、元ナノ・メディア代表取締役社長。北海道出身。

## 来歴
1971年、北海道札幌東高等学校卒業。1973年、サンヨーゴム入社。1982年、LPガスや灯油などの燃料販売を行う一高たかはしに入社。
一高たかはし入社後の1983年、ガスの検針、配達を手がける社内ベンチャーを立ち上げ、社長として独立。1996年に商号をウェルネットに変更し、ガスの使用管理、ガス漏れ、中毒などを防ぐ遠隔集中管理システムの管理等を手がける情報システム会社へ業態を変更する。
1998年、「ガス料金の収納をコンビニでできないか」と考えたことがきっかけで、コンビニ収納代行システムの運用管理代行サービスを開始。大手コンビニ各社との契約を獲得し、その後のバーコード付き払込票を使った決済を全国に普及させることとなった。その後も、世界初の二次元バーコードを使った航空券の受け渡しの仕組みや、コンビニの端末に予約番号を入力することで行うペーパーレス決済など、画期的な代金収納サービス、電子決済サービスを提供し、ウェルネットの業績を飛躍的に伸ばした。 
2009年、ウェルネット会長。2013年ナノ・メディア社長。2013年、ウェルネット代表取締役会長を退き、顧問就任。